# Helü de Wu
El rey Helü de Wu (r 514-496 a. C.), también escrito Helu, nombre personal Ji Guang y también llamado "Hijo Ducal" (Gongzi Guang), fue un gobernante del reino de Wu a finales de la época de las Primaveras y Otoños de China (770-481 a. C.). Era hijo del rey Zhufan (r. 560-548 a. C., o del rey Yimei o Yumei, r 547-531 a. C.). En 525 a. C. ordenó una campaña contra el reino de Chu que terminó en una derrota. Planificó secretamente convertirse en rey y preparó una conspiración contra el rey Liao (r 526-514 a. C.) a quien había asesinado en 515 a. C. El rey Helü fue apoyado por muchos consejeros famosos, como Wu Yuan, Sun Wu y Bo Bique que ayudó al rey en la reorganización del ejército de Wu. En 506 a. C. Wu concluyó una alianza con los estados de Cai y Tang para una guerra contra Chu. En cinco batallas, Wu obtuvo la victoria, y el rey Helü entró en la capital de Chu, Ying. Sin embargo, el rey tuvo que regresar pronto porque los ejércitos de Qin (秦) se acercaron para apoyar al rey de Chu, y porque su propio hermano menor Fugai se había proclamado rey de Wu. Fugai se vio obligado a someterse. Las victorias contra los ejércitos de Chu continuaron en todas las batallas subsiguientes. El rey de Chu por lo tanto, cambió su capital a Ruo (鄀; la moderna Yicheng, Hubei) situada más al oeste. En 496 a. C. el rey Helü también atacó el estado de Yue y fue derrotado en Suili (actual Jiaxi, Zhejiang). Durante la batalla fue herido por una alabarda y murió poco después. Sun Tzu estuvo a su servicio.